# Stefan Brennsteiner
Stefan Brennsteiner (* 3. Oktober 1991 in Zell am See, Salzburg) ist ein österreichischer Skirennläufer. Er gehört seit 2017 dem A-Kader des Österreichischen Skiverbandes an und ist auf die technische Disziplin Riesenslalom spezialisiert. In der Saison 2015/16 gewann er die Riesenslalomwertung im Europacup.

## Biografie
Stefan Brennsteiner stammt aus Niedernsill im Oberpinzgau und startet für seinen Heimatverein. Nachdem er zuvor in FIS-Rennen gestartet war, gab er am 15. Jänner 2011 im Riesenslalom von Kirchberg sein Europacup-Debüt. Seine ersten Punkte gewann er in der Folgesaison mit Rang 23 im Slalom von Trysil. Vier Jahre später, im Dezember 2015, konnte er am selben Ort mit dem zweiten Platz im Riesenslalom erstmals ein Rennen auf dem Podium beenden. In Val-d’Isère ließ er einen weiteren Podestplatz folgen. Am Ende der Saison 2015/16 triumphierte er, ohne ein Rennen gewonnen zu haben, in der Riesenslalom-Gesamtwertung und sicherte sich damit einen Fixstartplatz für den kommenden Weltcup-Winter.
Sein Weltcup-Debüt gab Brennsteiner am 28. Oktober 2012 im Riesenslalom von Sölden. Im Februar 2014 gewann er mit Platz 23 in St. Moritz erstmals Punkte. Erst zwei Jahre später konnte er sich mit einem 26. Rang in Kranjska Gora 2016 wieder in die Weltcupwertungen eintragen. Bisher ging er ausschließlich in Riesenslaloms an den Start. Am 23. Oktober 2016 zog er sich beim Weltcupauftakt in Sölden einen Kreuzband- und Innenbandriss im linken Knie zu. In seiner Comebacksaison gelang ihm im Dezember 2017 mit Rang 13 auf der Gran Risa sein vorläufig bestes Ergebnis in einem Weltcuprennen. In Adelboden konnte er dieses mit Platz zwölf noch einmal übertreffen.
Mit diesen Leistungen qualifizierte er sich für die Olympischen Winterspiele in Pyeongchang. Am 18. Februar 2018 ging er im Riesenslalom an den Start und belegte nach dem ersten Durchgang Rang 14. Im zweiten Lauf kam er mit hervorragender letzter Zwischenzeit zu Sturz und zog sich einen Riss des vorderen Kreuzbandes im rechten Knie zu. Kurz nach seinem Comeback konnte er sich mit Rang neun im Parallelriesenslalom von Alta Badia erstmals unter den besten zehn eines Weltcup-Rennens klassieren. Auch bei seinen ersten Weltmeisterschaften 2019 in Åre gelang ihm dieses Ergebnis. Ein Jahr später feierte er in Kirchberg zwei Europacup-Siege, erlitt aber drei Wochen danach beim Weltcup-Parallelriesenslalom von Chamonix eine Außenmeniskus- und Knorpelverletzung im linken Knie.
Im Dezember 2020 fuhr Brennsteiner auf der Gran Risa erstmals in einem Riesenslalom unter die besten zehn. Nachdem er bei den Weltmeisterschaften 2021 in Cortina d’Ampezzo im zweiten Durchgang ausgeschieden war, gelang ihm mit Rang drei Ende Februar in Bansko sein erster Podestplatz im Weltcup. Einen Tag später erreichte er im zweiten Riesenslalom von Bansko Rang fünf, womit er diese Leistung bestätigen konnte. Im März gelang ihm mit Rang drei beim Riesenslalom von Kranjska Gora sein zweiter Podestplatz. Bei den Olympischen Spielen 2022 in Peking lag er im Riesenslalom nach dem ersten Durchgang auf Rang zwei, schied im Finallauf jedoch aus. Im Mannschaftswettbewerb gewann er gemeinsam mit Katharina Huber, Katharina Liensberger, Michael Matt, Johannes Strolz und Katharina Truppe die Goldmedaille.
In der Saison 2024/25 stand er im dritten Riesentorlauf der Saison in Val-d’Isère zum 4. Mal in seiner Karriere auf dem Podest. Er wurde Dritter hinter Marco Odermatt und Patrick Feurstein. Zum Sieg fehlten ihm lediglich 12 Hundertstelsekunden. Bei den Alpinen Skiweltmeisterschaften 2025 im österreichischen Saalbach-Hinterglemm schied der Lokalmatador im ersten Durchgang bereits nach nur wenigen Sekunden aus. 

## Erfolge

### Olympische Spiele
- Peking 2022: 1. Mannschaftswettbewerb

### Weltmeisterschaften
- Åre 2019: 9. Riesenslalom
- Courchevel/Méribel 2023: 4. Mannschaftswettbewerb

### Weltcup
- 18 Platzierungen unter den besten zehn in Einzelrennen, davon 4 Podestplätze
- 1 Podestplatz in Mannschaftswettbewerben

### Weltcupwertungen
| Saison  | Gesamt | Gesamt | Riesenslalom | Riesenslalom | Parallel | Parallel |
| Saison  | Platz  | Punkte | Platz        | Punkte       | Platz    | Punkte   |
| ------- | ------ | ------ | ------------ | ------------ | -------- | -------- |
| 2013/14 | 129.   | 8      | 46.          | 8            | –        | –        |
| 2015/16 | 149.   | 5      | 53.          | 5            | –        | –        |
| 2017/18 | 80.    | 57     | 25.          | 57           | –        | –        |
| 2018/19 | 97.    | 53     | 29.          | 53           | –        | –        |
| 2019/20 | 120.   | 26     | 35.          | 26           | –        | –        |
| 2020/21 | 28.    | 266    | 6.           | 266          | –        | –        |
| 2021/22 | 25.    | 277    | 7.           | 253          | 11.      | 24       |
| 2022/23 | 39.    | 210    | 11.          | 210          | –        | –        |
| 2023/24 | 45.    | 184    | 14.          | 184          | –        | –        |
| 2024/25 | 30.    | 284    | 7.           | 284          | –        | –        |

### Europacup
- Saison 2015/16: 1. Riesenslalomwertung
- Saison 2018/19: 6. Riesenslalomwertung
- Saison 2019/20: 7. Riesenslalomwertung
- 11 Podestplätze, davon 5 Siege:

| Datum           | Ort               | Land        | Disziplin      |
| --------------- | ----------------- | ----------- | -------------- |
| 22. Jänner 2018 | Folgaria-Lavarone | Italien     | Riesenslalom   |
| 24. Jänner 2019 | Courchevel        | Frankreich  | Riesenslalom   |
| 18. Jänner 2020 | Kirchberg         | Österreich  | Riesenslalom   |
| 19. Jänner 2020 | Kirchberg         | Österreich  | Riesenslalom * |
| 7. Februar 2021 | Berchtesgaden     | Deutschland | Riesenslalom   |

* zeitgleich mit Giovanni Borsotti

### Weitere Erfolge
- 1 Sieg im Nor-Am Cup
- 5 Siege in FIS-Rennen

## Auszeichnungen
- 2022: Ehrenlorbeer des Salzburger Sports in Gold[5]